# مونیک توماستی
مونیک توماستی (به فرانسوی: Monique Thomassettie) نویسنده و نقاش قرن بیستم میلادی اهل فرانسه است.